# Randolph AFB (Teksas)
Randolph AFB je naseljeno mjesto za statističke potrebe u američkoj saveznoj državi Teksas. Prema popisu stanovništva iz 2010. u njemu je živjelo 1.241 stanovnika.